# 基督复活大总主教座堂

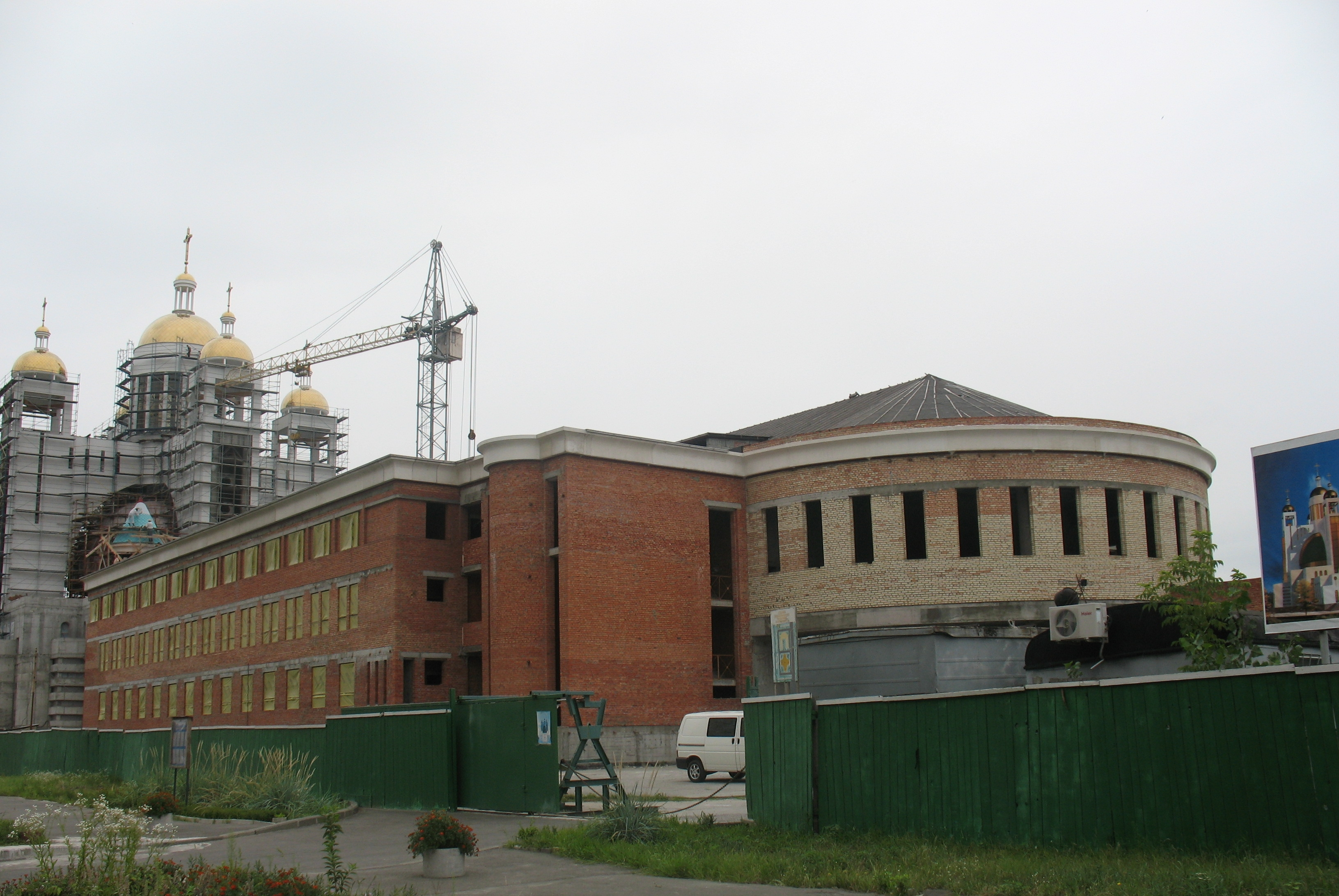
2009年

基督复活大总主教座堂（烏克蘭語：Патріарший Собор Воскресіння Христового）是乌克兰希腊礼天主教会的总堂，位于乌克兰首都基辅的第聂伯河左岸，也是该市少数不是位于右岸的教堂之一。
该堂于2011年3月27日开放。